# Saison 2018 de l'équipe cycliste AG2R La Mondiale
La saison 2018 de l'équipe cycliste AG2R La Mondiale est la vingt-septième de cette équipe, lancée en 1992 et dont le directeur général est Vincent Lavenu. En tant qu'équipe World Tour, l'équipe participe à l'ensemble du calendrier de l'UCI World Tour. Parallèlement au World Tour, AG2R La Mondiale peut participer aux courses des circuits continentaux de cyclisme.

## Préparation de la saison 2018

### Sponsors et financement de l'équipe
L'équipe AG2R La Mondiale est une structure dépendant de la société France Cyclisme dirigée par Vincent Lavenu depuis sa création en 1992. Le principal sponsor de l'équipe, l'assureur AG2R La Mondiale, présent dans la structure depuis 1999, est engagé jusqu'en fin d'année 2020. Selon Vincent Lavenu, le budget de l'équipe est en « légère augmentation » par rapport à 2017 (14,5 millions d'euros).
L'équipe change de nouveau fournisseur de vêtement. Alors que l'entreprise italienne Giessegi s'était engagée pour les saisons 2017 et 2018, le fournisseur d'AG2R La Mondiale pour cette année est Rosti Maglificio. Un nouveau maillot est créé pour l'occasion, qui abandonne le modèle adopté en 2009. La couleur dominante n'est plus le blanc. La moitié basse est bleue, les épaules marron, et une bande blanche sur la poitrine met en évidence le logo d'AG2R La Mondiale.
L'entreprise britannique Factor est le fournisseur de cycles de l'équipe.

### Arrivées et départs
Cinq coureurs quittent AG2R La Mondiale à l'intersaison. Julien Bérard et Christophe Riblon, qui ont effectué toute leur carrière au sein de l'équipe, ne se sont pas vus proposer de nouveau contrat et ont annoncé leur retraite sportive. Domenico Pozzovivo part chez Bahrain-Merida, Hugo Houle chez Astana et Sondre Holst Enger chez Israel Cycling Academy. Quatre recrutements sont effectués. Tony Gallopin, en provenance de Lotto-Soudal, est engagé pour deux ans afin d'épauler Romain Bardet au Tour et de renforcer l'équipe pour les classiques et les courses d'une semaine. Le champion de Suisse Silvan Dillier, passé par le centre de formation de l'équipe puis par BMC, vient aussi faire progresser l'effectif pour les classiques et est recruté pour trois ans. Clément Venturini, champion de France de cyclo-cross en titre, est engagé pour deux ans. Enfin Aurélien Paret-Peintre, membre de Chambéry Cyclisme Formation et stagiaire d'AG2R en 2017, commencera sa carrière en août 2018.
| Arrivées               | Équipe 2017  |
| ---------------------- | ------------ |
| Silvan Dillier         | BMC Racing   |
| Tony Gallopin          | Lotto-Soudal |
| Aurélien Paret-Peintre | Chambéry CF  |
| Clément Venturini      | Cofidis      |

| Départs            | Équipe 2018            |
| ------------------ | ---------------------- |
| Julien Bérard      | retraite               |
| Sondre Holst Enger | Israel Cycling Academy |
| Hugo Houle         | Astana                 |
| Domenico Pozzovivo | Bahrain-Merida         |
| Christophe Riblon  | retraite               |

### Objectifs
Selon le manager Vincent Lavenu, le Tour de France est le principal rendez-vous d'AG2R La Mondiale en 2018, avec l'ambition de faire gagner Romain Bardet : « Romain Bardet ayant terminé 2e en 2016, 3e en 2017, vainqueur d'étapes régulièrement, on se doit de franchir la dernière marche. Le recrutement a été réalisé pour accompagner Romain au plus haut niveau. Il y aura d'autres objectifs. Il y a un classement mondial à respecter, de grandes épreuves comme Le Dauphiné, le Tour de Catalogne, les classiques ardennaises mais l'objectif majeur reste le Tour de France. »

## Coureurs et encadrement technique

### Effectif
| Effectif 2018                              | Effectif 2018     | Effectif 2018 | Effectif 2018                                |
| Cycliste                                   | Date de naissance | Pays          | Équipe précédente                            |
| ------------------------------------------ | ----------------- | ------------- | -------------------------------------------- |
| Gediminas Bagdonas                         | 26 décembre 1985  | Lituanie      | An Post-Sean Kelly (2012)                    |
| Jan Bakelants                              | 14 février 1986   | Belgique      | Omega Pharma-Quick Step (2014)               |
| Rudy Barbier                               | 18 décembre 1992  | France        | Roubaix Métropole européenne de Lille (2016) |
| Romain Bardet                              | 9 novembre 1990   | France        | Chambéry CF (2011)                           |
| François Bidard                            | 19 mars 1992      | France        | Chambéry CF (2015)                           |
| Mikaël Cherel                              | 17 mars 1986      | France        | FDJ (2010)                                   |
| Clément Chevrier                           | 29 juin 1992      | France        | IAM Cycling (2016)                           |
| Benoît Cosnefroy                           | 17 octobre 1995   | France        | Chambéry CF (2017)                           |
| Nico Denz                                  | 15 février 1994   | Allemagne     | Chambéry CF (2015)                           |
| Silvan Dillier                             | 3 août 1990       | Suisse        | BMC Racing Team (2017)                       |
| Axel Domont                                | 7 août 1990       | France        | Chambéry CF (2012)                           |
| Samuel Dumoulin                            | 20 août 1980      | France        | Cofidis, le Crédit en Ligne (2012)           |
| Hubert Dupont                              | 13 novembre 1980  | France        | RAGT Semences (2005)                         |
| Julien Duval                               | 27 mai 1990       | France        | Armée de terre (2016)                        |
| Mathias Frank                              | 9 décembre 1986   | Suisse        | IAM Cycling (2016)                           |
| Tony Gallopin                              | 24 mai 1988       | France        | Lotto-Soudal (2017)                          |
| Ben Gastauer                               | 14 novembre 1987  | Luxembourg    | Chambéry CF (2009)                           |
| Cyril Gautier                              | 26 septembre 1987 | France        | Team Europcar (2015)                         |
| Alexandre Geniez                           | 16 avril 1988     | France        | FDJ (2016)                                   |
| Alexis Gougeard                            | 5 mars 1993       | France        | USSA Pavilly Barentin (2013)                 |
| Quentin Jauregui                           | 22 avril 1994     | France        | Roubaix Lille Métropole (2014)               |
| Pierre Latour                              | 12 octobre 1993   | France        | Chambéry CF (2014)                           |
| Matteo Montaguti                           | 6 janvier 1984    | Italie        | De Rosa-Stac Plastic (2010)                  |
| Oliver Naesen                              | 16 septembre 1990 | Belgique      | IAM Cycling (2016)                           |
| Nans Peters                                | 12 mars 1994      | France        | Chambéry CF (2016)                           |
| Stijn Vandenbergh                          | 25 avril 1984     | Belgique      | Etixx-Quick Step (2016)                      |
| Clément Venturini                          | 16 octobre 1993   | France        | Cofidis, Solutions Crédits (2017)            |
| Alexis Vuillermoz                          | 1 juin 1988       | France        | Sojasun (2013)                               |
| Aurélien Paret-Peintre (1 août–31 déc.)    | 27 février 1996   | France        | Chambéry CF (2018)                           |
|                                            |                   |               |                                              |
| Sources : ProCyclingStats Cycling Quotient |                   |               |                                              |

- Stagiaires

À partir du 1er août 2018
| Cycliste            | Date de naissance | Nationalité | Équipe 2018 |  |
| ------------------- | ----------------- | ----------- | ----------- |  |
| Geoffrey Bouchard   | 1er avril 1992    | France      | CR4C Roanne |  |
| Clément Champoussin | 29 mai 1998       | France      | Chambéry CF |  |
| Nicolas Prodhomme   | 1er février 1997  | France      | Chambéry CF |  |

### Encadrement
AG2R La Mondiale a pour dirigeant historique Vincent Lavenu. Celui-ci, coureur professionnel de 1983 à 1991, est à la tête de la formation française depuis 1992 et la création de l'équipe qui portait alors le nom du sponsor Chazal, devenue à partir de 1996 Casino avant l'arrivée d'AG2R Prévoyance comme sponsor secondaire en 1999 puis principal à partir de 2000,. En novembre 2015, la direction de l'équipe voit arriver à sa tête Philippe Chevallier. Chevallier, coureur professionnel de 1982 à 1991, a travaillé entre 1995 et 2000 pour Amaury Sport Organisation avant de rejoindre ensuite l'Union cycliste internationale où il est notamment directeur du département sport et technique entre 2009 et mars 2015,. Cette réorganisation amène Lavenu à devenir directeur général de l'équipe et Chevallier directeur général délégué ou manager général. Chevallier explique être un adjoint de Lavenu bénéficiant d'« un pouvoir décisionnel », Lavenu se concentrant sur le secteur économique, Chevallier sur celui des ressources humaines.
Les directeurs sportifs de l'équipe sont, comme en 2017, Laurent Biondi, Gilles Mas, Artūras Kasputis, Julien Jurdie, Didier Jannel, Stéphane Goubert et Cyril Dessel.

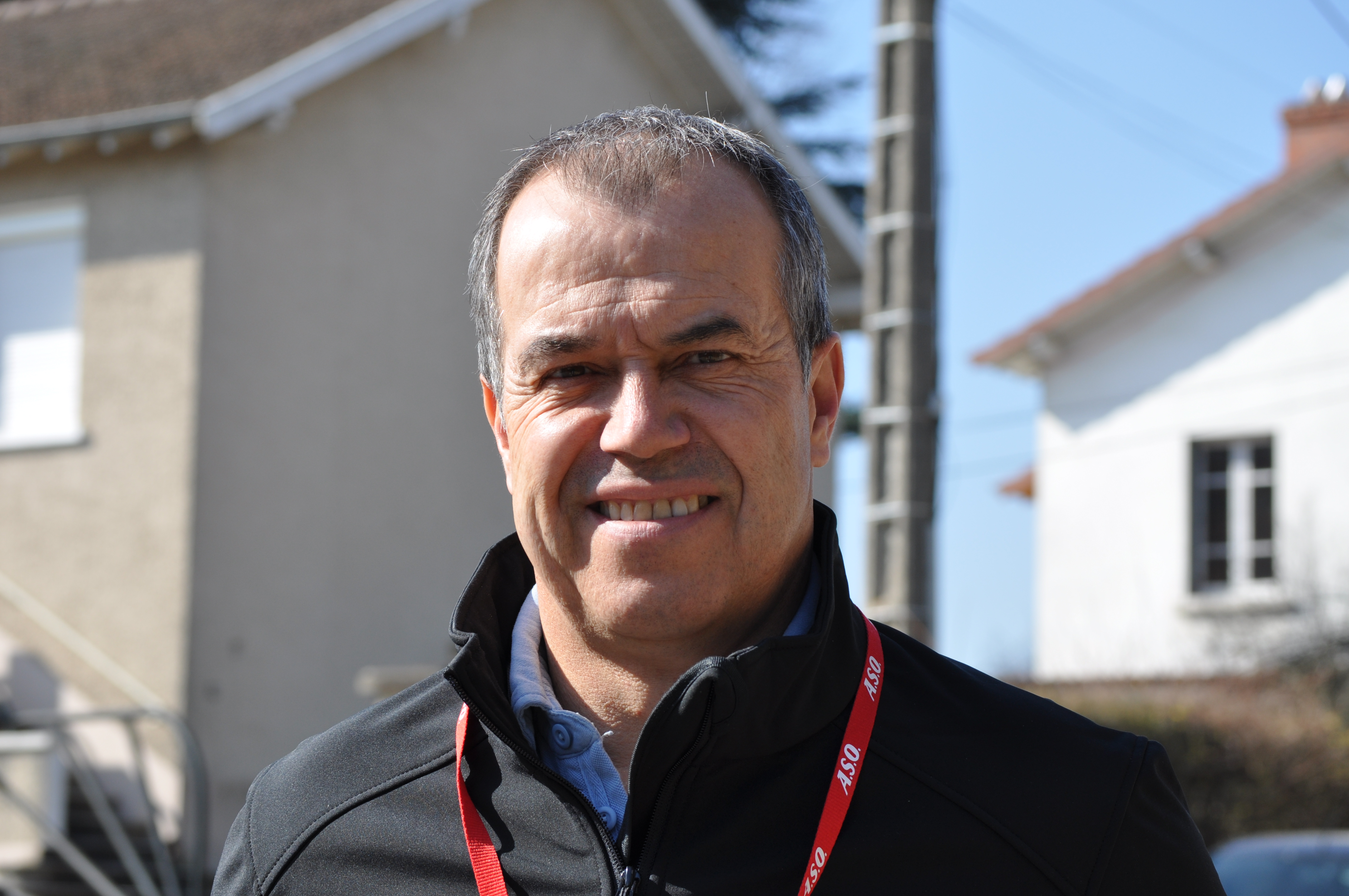
Vincent Lavenu.
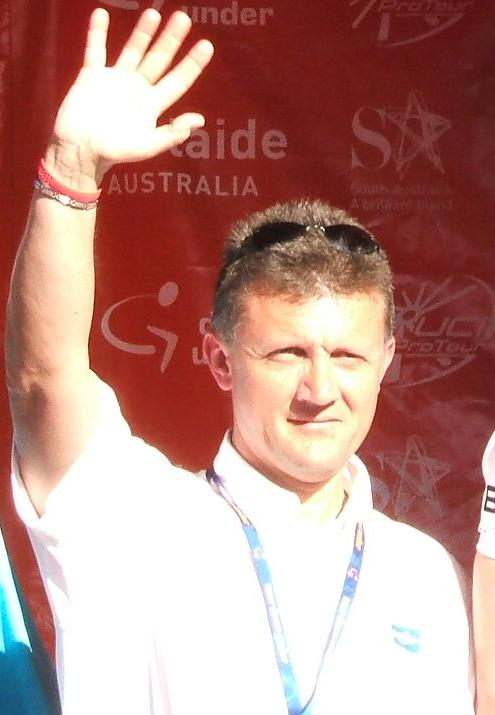
Laurent Biondi.
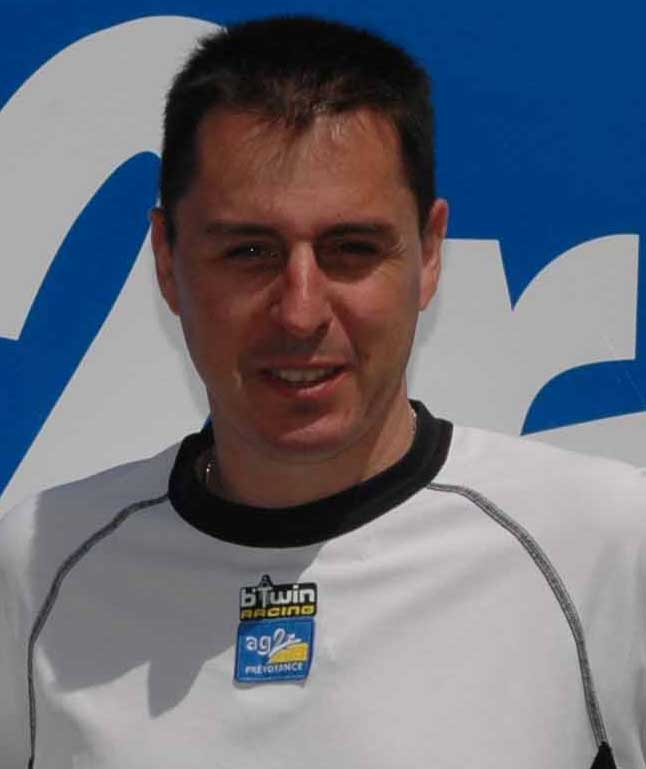
Gilles Mas.
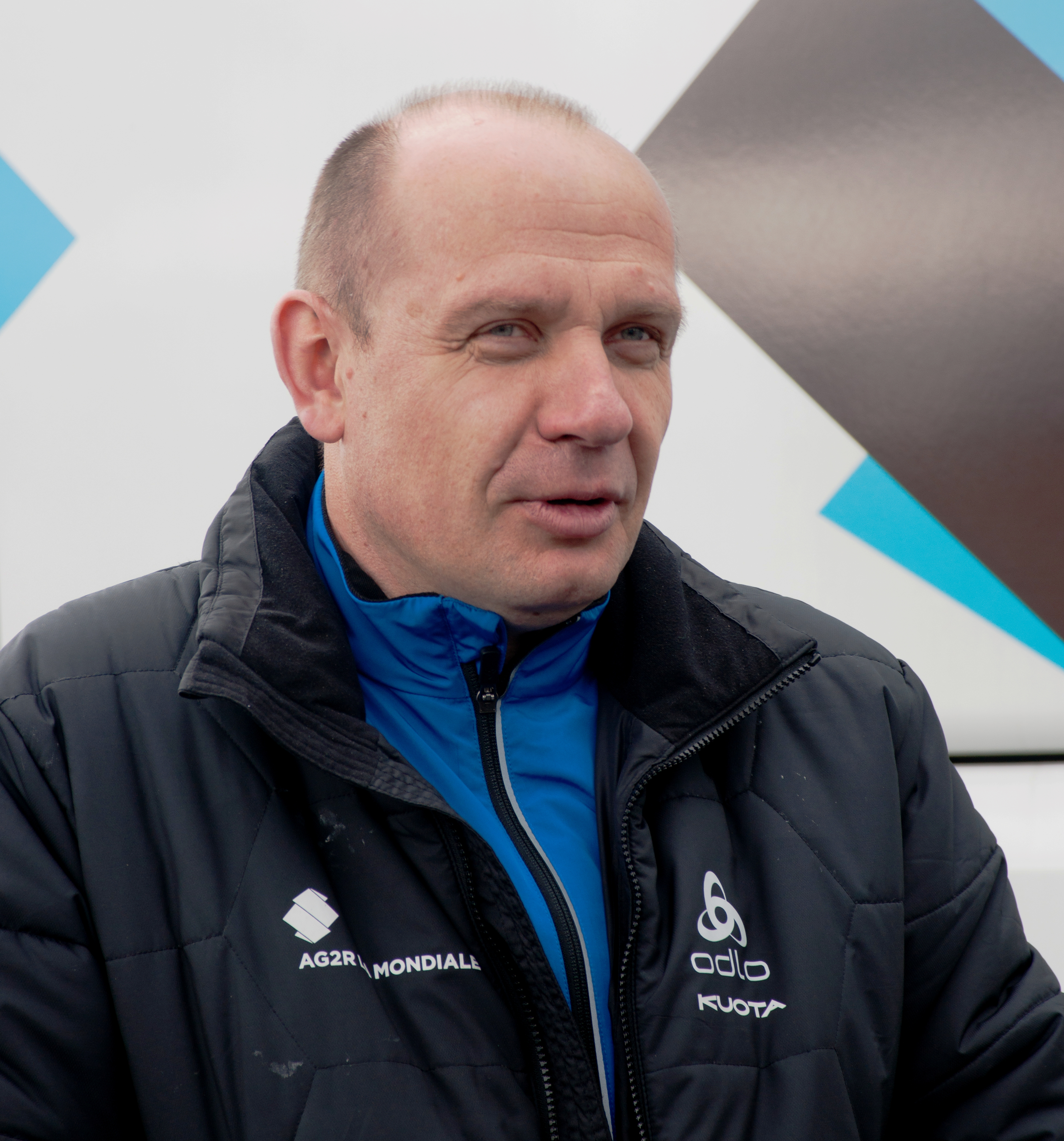
Artūras Kasputis.
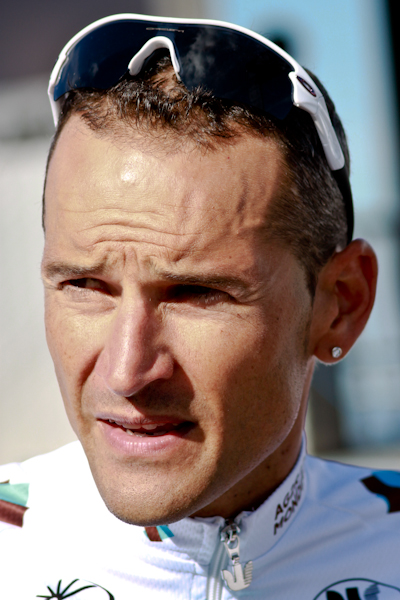
Cyril Dessel.
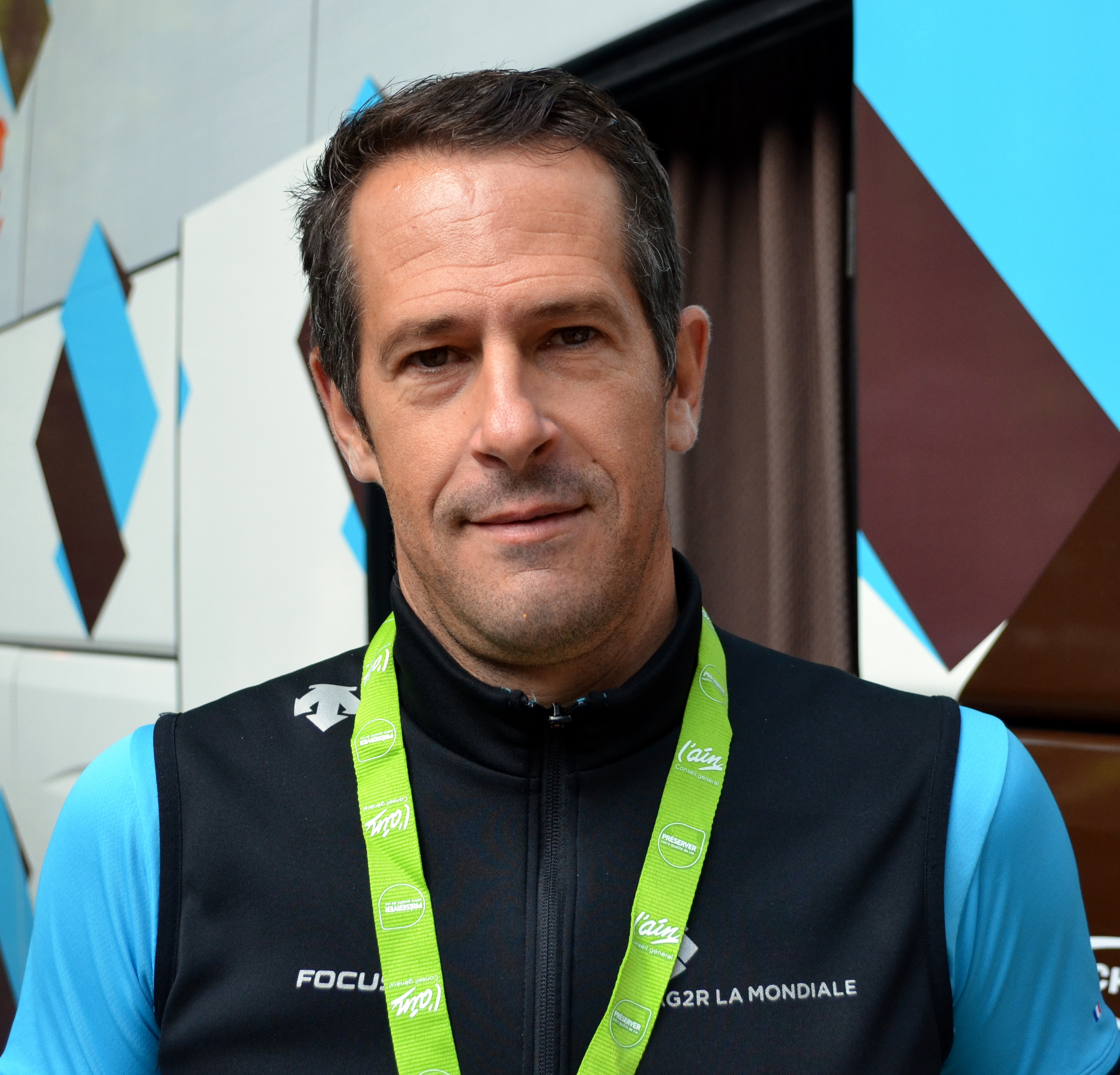
Julien Jurdie.
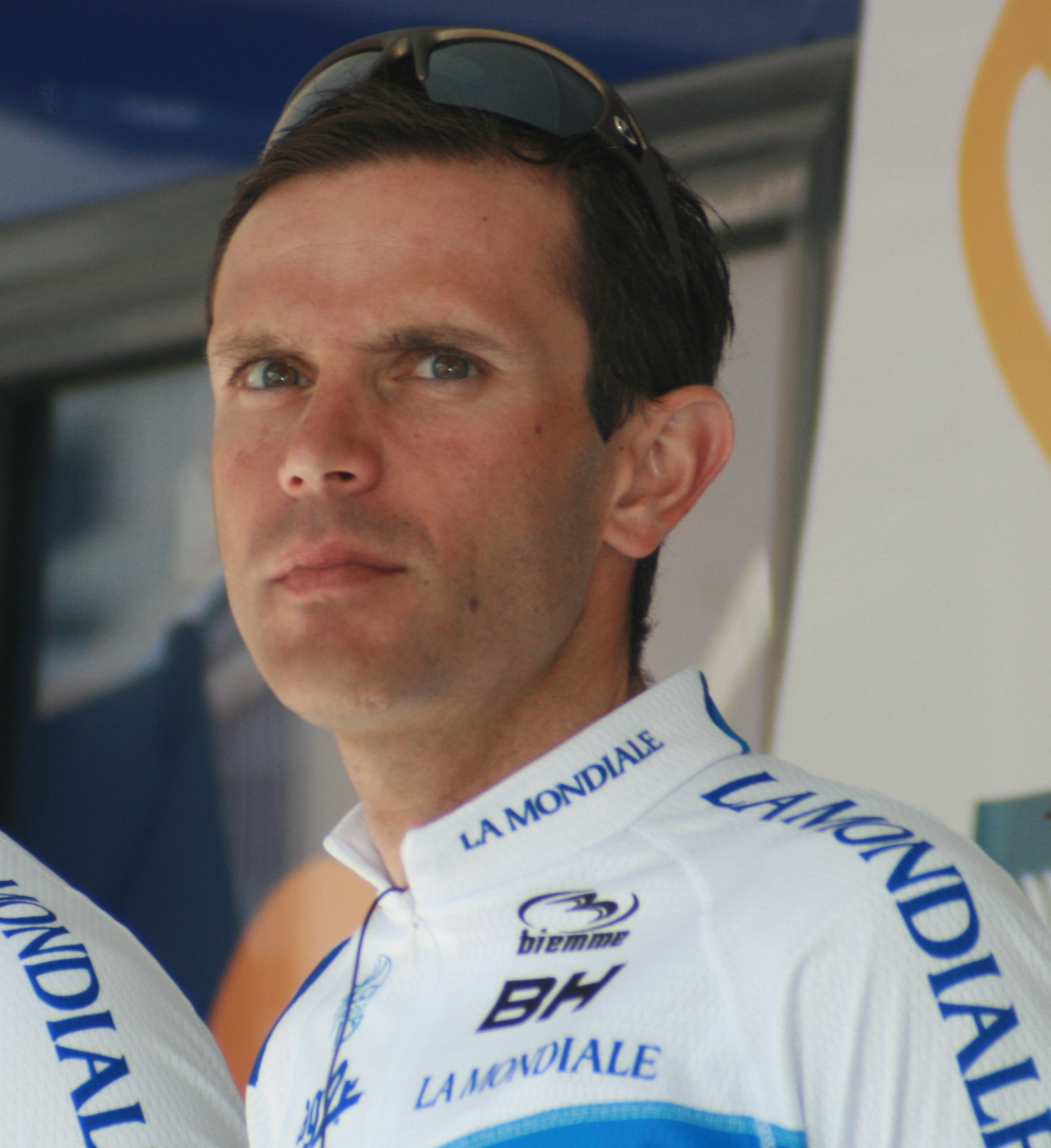
Stéphane Goubert.

## Bilan de la saison
En 2018, AG2R LA MONDIALE commence la saison avec les victoires d'Alexandre Geniez (vainqueur du Grand Prix d'ouverture La Marseillaise et du Tour de la Provence), de Tony Gallopin (vainqueur de l'Étoile de Bessèges) et de Romain Bardet (vainqueur de la Classic Sud Ardèche). Ce dernier terminera ensuite 2ème des Strade Bianche derrière Tiesj Benoot. Par la suite, sur le monument Paris-Roubaix, Silvan Dillier (récemment vainqueur de la Route Adélie de Vitré) qui faisait partie de l’échappée matinale de la course, résiste au retour de Peter Sagan mais pour s'incliner au sprint. Il termine donc 2ème de la course, où, pour la première fois de son histoire, un coureur appartenant à l'équipe AG2R LA MONDIALE monte sur le podium de la course. C'est ensuite au tour de Romain Bardet de monter sur le podium d'un monument avec Liège-Bastogne-Liège. Il prend la 3ème place de la course, ce qui sera aussi son classement au Critérium du Dauphiné. Puis, Clément Venturini et Pierre Latour remportent une étape de la Route d'Occitanie pour le premier, et le Championnat de France du contre-la-montre pour le second. Gediminas Bagdonas, quant à lui, remporte la course en ligne et le contre-la-montre du Championnats de Lituanie de cyclisme sur route. Arrive alors le Tour de France où l'équipe a été constituée pour épauler leur leader, Romain Bardet. Mais, hélas, tout ne se déroule pas comme prévu. 3 coureurs d'AG2R abandonneront (Axel Domont, Alexis Vuillermoz et Tony Gallopin) en raison de blessures ou de maladie. Quant à Romain Bardet, malgré une superbe offensive sur la route de l'Alpe d'Huez (qui ne lui réussira hélas pas), il devra se contenter de la 6ème place à Paris à 6 minutes 57 du vainqueur, Geraint Thomas. Mais AG2R ne repartira les mains vides du Tour car Pierre Latour ira chercher une méritable 13ème place avec le maillot blanc du meilleur jeune. Mais, heureusement, l'équipe AG2R se rattrapera sur la fin de saison avec une victoire World Tour (la première de l'année pour l'équipe) grâce à Oliver Naesen qui s'impose dans un sprint à 3 sur la Bretagne Classic. Il sera suivi de Tony Gallopin et d'Alexandre Geniez qui remporteront tous les deux une victoire d'étape sur la Vuelta. Romain Bardet terminera 2ème du Tour de Toscane derrière Gianni Moscon et Nico Denz remportera le Tour de Vendée en rendant hommage à son ancien ami défunt, Etienne Fabre.

### Victoires
| Date        | Course                                      | Pays     | Classe | Vainqueur          |
| ----------- | ------------------------------------------- | -------- | ------ | ------------------ |
| 28 janv.    | Grand Prix d'ouverture La Marseillaise      | France   | 1.1    | Alexandre Geniez   |
| 4 fév.      | 5e étape de l'Étoile de Bessèges            | France   | 2.1    | Tony Gallopin      |
| 4 fév.      | Classement général de l'Étoile de Bessèges  | France   | 2.1    | Tony Gallopin      |
| 8 fév.      | Prologue du Tour La Provence                | France   | 2.1    | Alexandre Geniez   |
| 11 fév.     | Classement général du Tour La Provence      | France   | 2.1    | Alexandre Geniez   |
| 24 fév.     | Classic Sud Ardèche                         | France   | 1.1    | Romain Bardet      |
| 30 mars     | Route Adélie de Vitré                       | France   | 1.1    | Silvan Dillier     |
| 15 juin     | 2e étape de la Route d'Occitanie            | France   | 2.1    | Clément Venturini  |
| 22 juin     | Championnat de Lituanie du contre-la-montre | Lituanie | CN     | Gediminas Bagdonas |
| 24 juin     | Championnat de Lituanie sur route           | Lituanie | CN     | Gediminas Bagdonas |
| 28 juin     | Championnat de France du contre-la-montre   | France   | CN     | Pierre Latour      |
| 26 août     | Bretagne Classic                            | France   | 1.UWT  | Oliver Naesen      |
| 31 août     | 7e étape du Tour d'Espagne                  | Espagne  | 2.UWT  | Tony Gallopin      |
| 6 septembre | 13e étape du Tour d'Espagne                 | Espagne  | 2.UWT  | Alexandre Geniez   |
| 6 octobre   | Tour de Vendée                              | France   | 1.1    | Nico Denz          |

### Résultats sur les courses majeures
Les tableaux suivants représentent les résultats de l'équipe dans les principales courses du calendrier international (les cinq classiques majeures et les trois grands tours). Pour chaque épreuve est indiqué le meilleur coureur de l'équipe, son classement ainsi que les accessits glanés par AG2R La Mondiale sur les courses de trois semaines.

#### Classiques
| Classique            | Milan-San Remo      | Tour des Flandres   | Paris-Roubaix       | Liège-Bastogne-Liège | Tour de Lombardie   |
| -------------------- | ------------------- | ------------------- | ------------------- | -------------------- | ------------------- |
| Coureur (classement) | Tony Gallopin (26e) | Oliver Naesen (11e) | Silvan Dillier (2e) | Romain Bardet (3e)   | Mathias Frank (32e) |

#### Grands tours
| Grand tour           | Tour d'Italie          | Tour de France                               | Tour d'Espagne                                         |
| -------------------- | ---------------------- | -------------------------------------------- | ------------------------------------------------------ |
| Coureur (classement) | Alexandre Geniez (11e) | Romain Bardet (6e)                           | Tony Gallopin (11e)                                    |
| Accessits            | -                      | Classement du meilleur jeune (Pierre Latour) | 2 victoires d'étapes (Tony Gallopin, Alexandre Geniez) |